# František Koželuh
František Koželuh (30. října 1887 Praha  – 1969 ?) byl český fotbalový záložník, všestranný sportovec a fotbalový trenér. Jeho bratrem byl sportovec Karel Koželuh. Byl také tenisovým trenérem.

## Fotbalová kariéra
Hrál za AC Sparta Praha. Vítěz Poháru dobročinnosti 1915.

## Trenérská kariéra
Byl asistentem J. W. Maddena ve Slávii (1905–1911), trenérem Sparty (1911–1912), trenérem HAŠK Záhřeb (1913–1915). Po válce byl trenérem Wisly Krakow (1929–1934).